# Bosquerola cua-roja
La bosquerola cua-roja (Setophaga ruticilla) és una espècie d'ocell de la família dels parúlids (Parulidae) i única espècie del gènere Setophaga. Habita en estiu en zones de bosc des del sud-est d'Alaska i sud de Yukon, cap a l'est, a través del centre del Canadà fins al Labrador i Terranova i cap al sud fins al nord-oest de Califòrnia, Arizona, Texas i sud de Carolina del Sud. Passa l'hivern a Mèxic, Amèrica Central i del Sud i Antilles.